# Peletización
La peletización es el proceso de comprimir o moldear un material en la forma de una bolita. Se granula una amplia gama de diferentes materiales, incluidos productos químicos, mineral de hierro, piensos compuestos para animales, plásticos y más. 

## Peletización de mineral de hierro

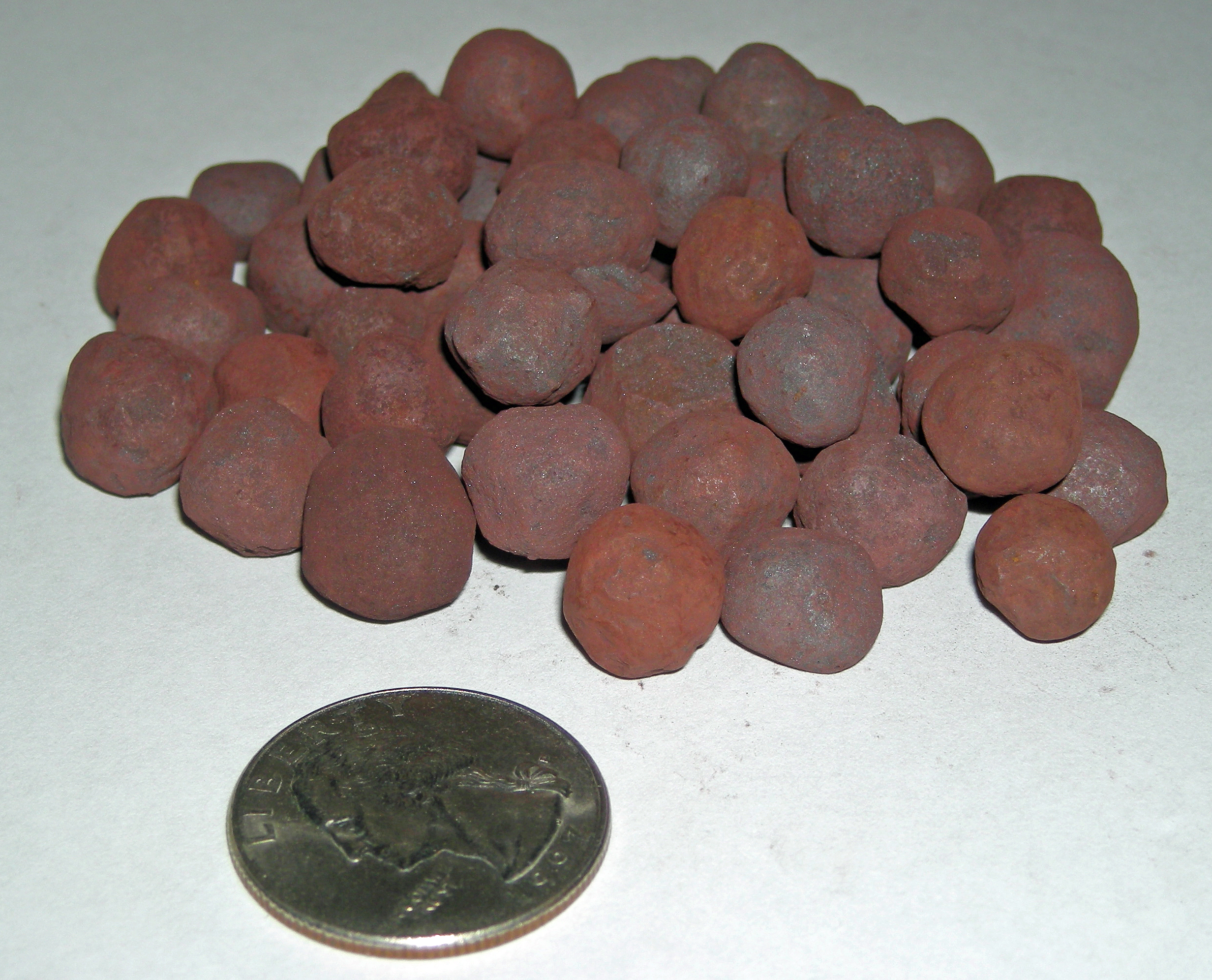
Los pellets de Taconite procesados se utilizan en la industria siderúrgica, con un cuarto de dólar de EE. UU. a escala.

Las bolitas de mineral de hierro son esferas típicamente de 6-16 mm (0.24-0.63 in) para ser utilizado como materia prima para altos hornos. Típicamente contienen 64% -72% de Fe y varios materiales adicionales que ajustan la composición química y las propiedades metalúrgicas de los pellets. Normalmente se agrega caliza, dolomita y olivina y se usa bentonita como aglutinante. 
El proceso de peletización combina la mezcla de la materia prima, formando el pellet y un tratamiento térmico que hornea el pellet crudo suave a esferas duras. La materia prima se enrolla en una bola, luego se quema en un horno o en una rejilla móvil para sinterizar las partículas en una esfera dura.
La configuración de los gránulos de mineral de hierro como esferas empacadas en el alto horno permite que el aire fluya entre los gránulos, disminuyendo la resistencia al aire que fluye hacia arriba a través de las capas de material durante la fundición. La configuración del polvo de mineral de hierro en un alto horno está más compacta y restringe el flujo de aire. Esta es la razón por la que se prefiere el mineral de hierro en forma de gránulos en lugar de partículas más finas.

### Elaboración de materias primas
Se agregan materiales adicionales al mineral de hierro (alimentación de pellets) para cumplir con los requisitos de los pellets finales. Esto se hace colocando la mezcla en el granulador, que puede contener diferentes tipos de minerales y aditivos, y mezclando para ajustar la composición química y las propiedades metalúrgicas de los gránulos. En general, las siguientes etapas se incluyen en este período de procesamiento: concentración/separación, homogeneización de las proporciones de sustancias, molienda, clasificación, aumento del espesor, homogeneización de la pasta y filtrado. 

### Formación de los pellets crudos

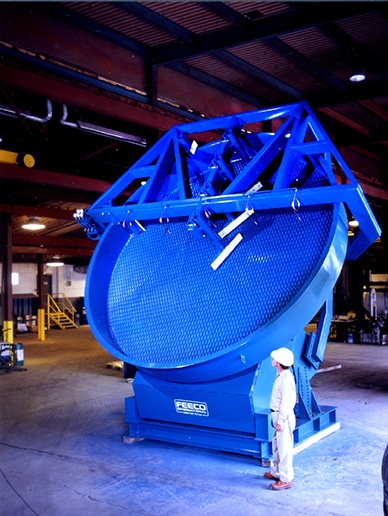
Pelletizador de disco

La formación de gránulos de mineral de hierro en bruto, también conocido como granulación, tiene el objetivo de producir gránulos en una banda apropiada de tamaños y con propiedades mecánicas de alta utilidad durante los esfuerzos de transferencia, transporte y uso. Tanto la fuerza mecánica como los procesos térmicos se utilizan para producir las propiedades correctas de los pellets. Desde el punto de vista de los equipos, existen dos alternativas para la producción industrial de pellets de mineral de hierro: el tambor y el disco de granulación. 

### Procesamiento térmico
Con el fin de conferir a los pellets una mecánica metalúrgica de alta resistencia y características adecuadas, los pellets se someten a un procesamiento térmico, que implica etapas de secado, precalentamiento, cocción, post-cocción y enfriamiento. La duración de cada etapa y la temperatura a la que están sujetos los gránulos tienen una fuerte influencia en la calidad del producto final.

## Peletización de piensos

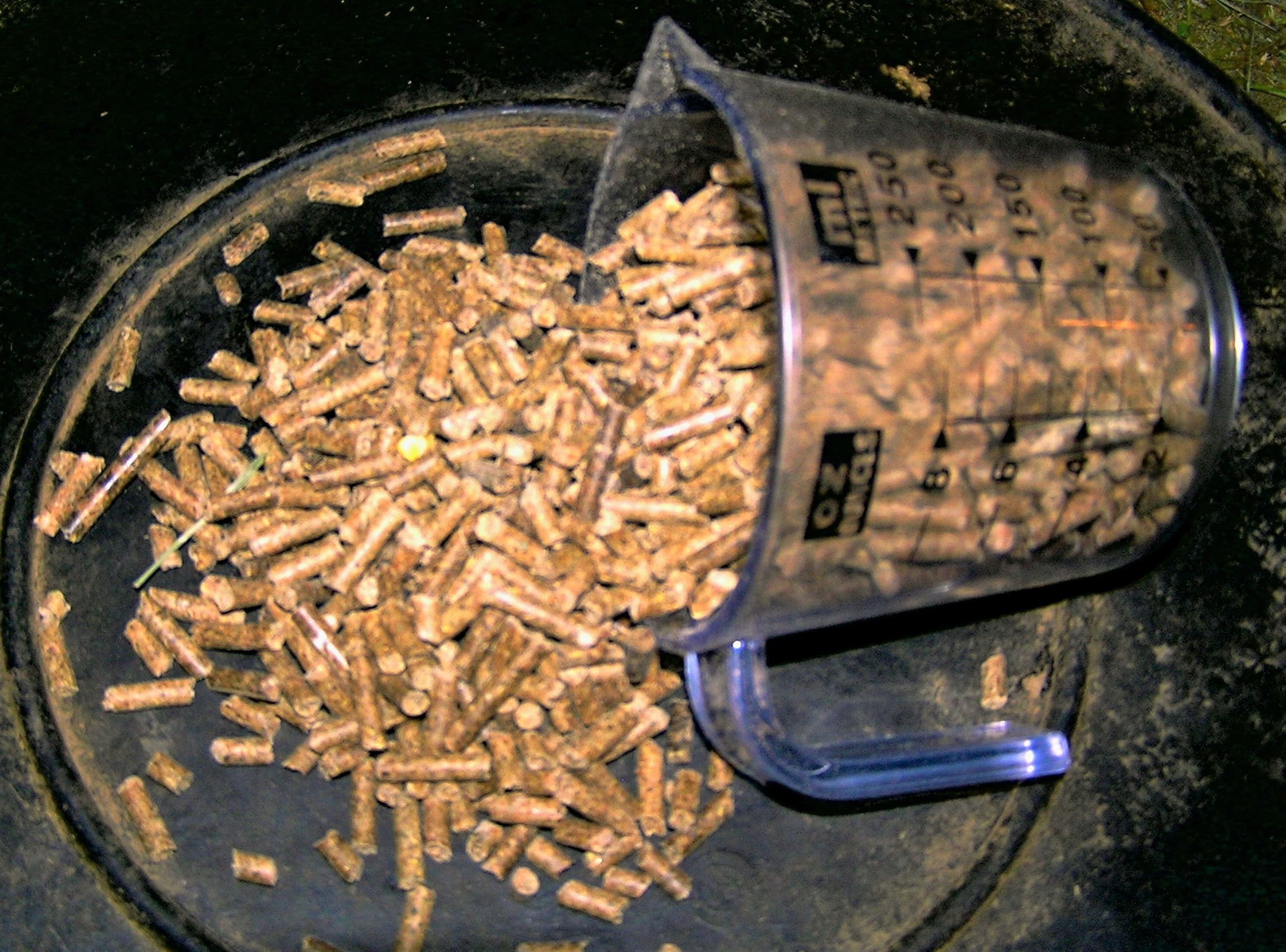
pellets de animales

La peletización de alimentos para animales puede resultar en pellets desde 1.2 mm (0.047 in) (alimentos para camarones), hasta 3–4 mm (0.12–0.16 in) (alimentos para aves) hasta 8–10 mm (0.31–0.39 in) (feeds de stock). La granulación del material de alimentación se realiza con la maquinaria de la fábrica de pellets, que se realiza en una fábrica de alimentos. 

### Preparación de materias primas
Los ingredientes de alimentación normalmente se martillan primero para reducir el tamaño de partícula de los ingredientes. Luego, los ingredientes se procesan en lotes y luego se combinan y mezclan completamente en un mezclador de alimentos. Una vez que el alimento ha sido preparado para esta etapa, el alimento está listo para ser granulado. 

### Formación de los pellets de alimentación
La peletización se realiza en una fábrica de pellets, donde la alimentación normalmente se acondiciona y se trata térmicamente en los acondicionadores ajustados de una fábrica de pellets. Luego, la alimentación se empuja a través de los agujeros y una matriz de pellets y sale de la fábrica de pellets como alimento granulado. 

### Después de procesos de granulación
Después de la granulación, los pellets se enfrían con un enfriador para bajar la temperatura de la alimentación. Otras aplicaciones posteriores a la granulación incluyen el acondicionamiento posterior a la granulación, la clasificación a través de una pantalla y tal vez el recubrimiento si es necesario. 

## Galería
|                   |
| pellets plásticos |

|                   |
| pellets de madera |